# غونتر بيب
غونتر بيب (بالألمانية: Günther Pape)‏ هو ضابط ألماني، ولد في 14 يوليو 1907 في دوسلدورف في ألمانيا، وتوفي بنفس المكان في 21 يناير 1986.

## روابط خارجية
- غونتر بيب على موقع مونزينجر (الألمانية)